# Eilean Horrisdale
Die Insel Eilean Horrisdale (auch Thor's Dale oder Thor's Island; gälisch: Eilean Thòiriosdal) liegt an der schottischen Westküste zwischen Badachro und Gairloch, im Loch Gairloch. Die Bewohner haben die Insel verlassen, da es dort weder Elektrizität noch fließendes Wasser gibt. Viele der alten Gebäude stehen aber noch. Einige werden als Urlaubsdomizile genutzt.

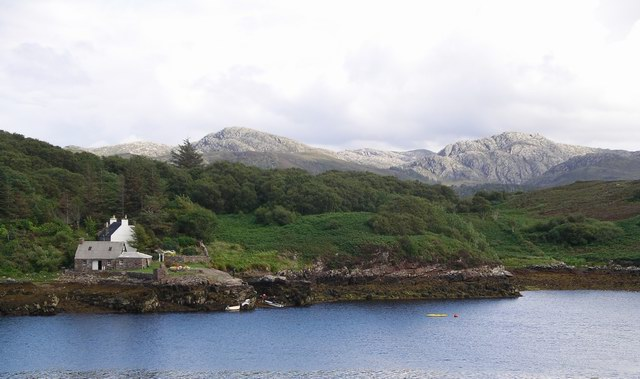
Eilean Horrisdale